# NGC 7818
NGC 7818 este o galaxie situată în constelația Peștii. A fost descoperită în 23 octombrie 1886 de către Lewis A. Swift.